# Veternička rampa
Veternička rampa (en serbe cyrillique : Ветерничка рампа) est un quartier de la ville de Novi Sad, la capitale de la province autonome de Voïvodine, en Serbie.

## Localisation

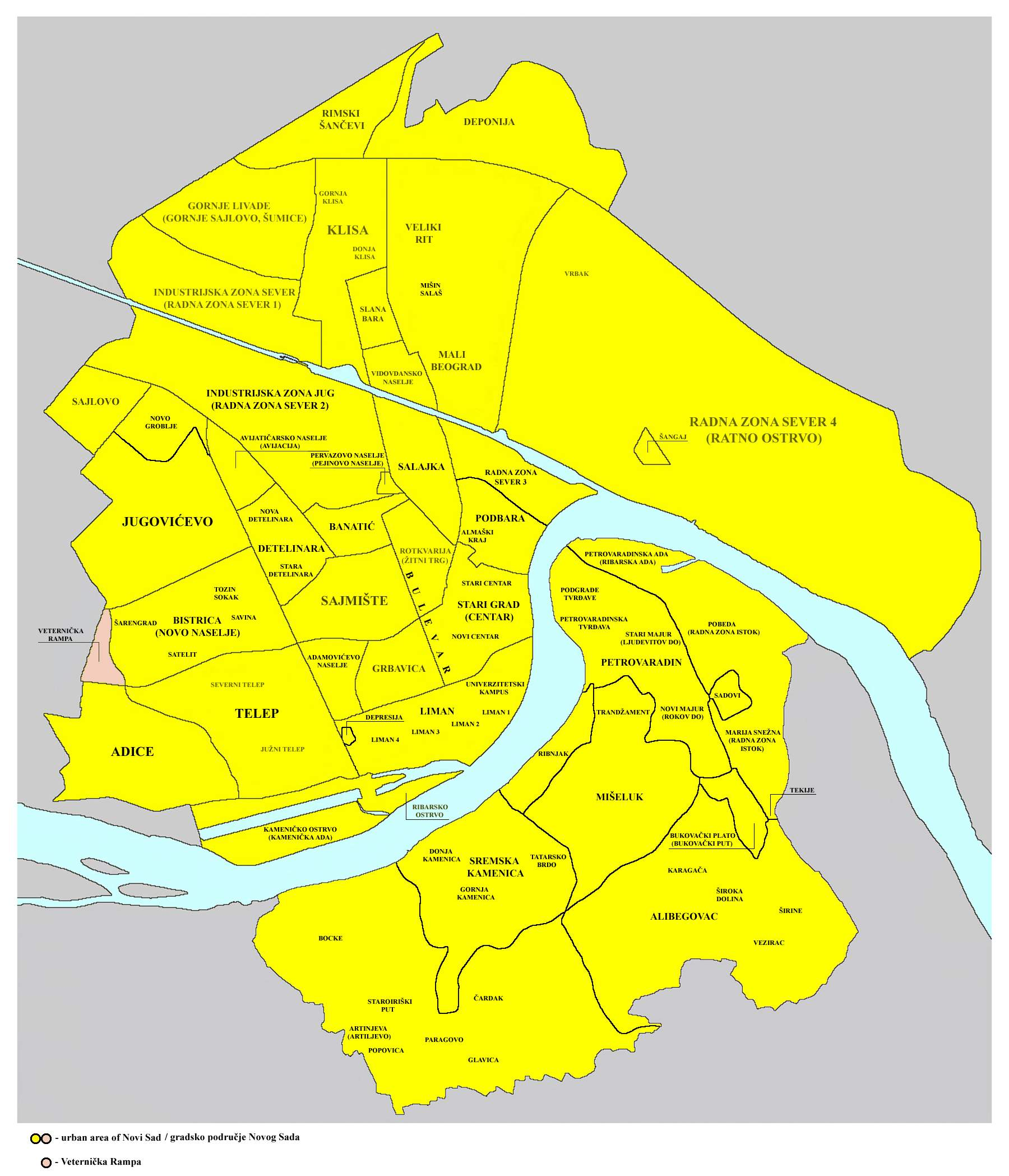
Plan de la zone urbaine de Novi Sad - Le quartier figure en rose sur la carte

Au sud, Veternička Rampa est délimité par le Novosadski put (la « route de Novi Sad »), à l'est par la rue Somborska rampa, au nord par un prolongement du Bulevar Vojvode Stepe et, à l'ouest, par la limite occidentale de la ville de Novi Sad.
Le quartier est ainsi entouré par ceux de Novo naselje à l'est, Adice au sud, Jugovićevo au nord et par la localité de Veternik à l'ouest.

## Histoire
Le nom de Veternička rampa, la « rampe de Verternik » est une allusion à la ligne de chemin de fer Novi Sad-Sombor qui passait à cet endroit avant l'ouverture du pont de Žeželj en 1965. Le quartier a été peuplé par des réfugiés serbes de Bosnie-Herzégovine et de Croatie dans les années 1990.